# Notalina gungarra
Notalina gungarra är en nattsländeart som beskrevs av Arturs Neboiss 1984. Notalina gungarra ingår i släktet Notalina och familjen långhornssländor. Inga underarter finns listade i Catalogue of Life.